# زعنفة سباحة
زعنفة سباحة تستخدم في السباحة بالزعانف والتي تعني تعني التقدم في السباحة بالزعانف المونو أو بالزعانف المزدوجه سواء سباحة سطح الماء أو تحت الماء، وعن طريق القوة العضليه للسباحين فقط، وبدون استخدام أي آلية أخرى حتى ولو على عضلات السبّاح أما بالنسبة للسباقات تحت الماء مثل الغوص الحر على التنفس يسمح فقط المعدات الهوائية بالهواء المضغوط. تلبس الزعنفة في الأقدام ولها مقاسات وأحجام مختلفة، كما لها أشكال مختلفة، وتشكل قوة دفع جيدة، وتساعد من يمارسون الرياضات المائية رياضة السباحة أو الغطس أن يكونوا منافسين أفضل، وتصنع من مواد خفيفة مثل الكربون، أو البلاستيك، أو المطاط أو السيليكون أو من مزيج بينهم. هناك أكثر من أهمية لزعنفة السباحة ليس التنقل في الماء بسلاسة فحسب بل هناك أنواع محددة لزيادة صعوبة التدريب. لكن من سلبياتها للرياضي أنها قد تصبح عكازه في الماء بحيث يتكاسل عن السباحة بدونها، لأنها تصبح جزء منه.

## فوائد زعنفة السباحة للسبّاحين
تكمن أهمية الزعنفة للسبّاحين في أنها:
1. يمكن أن تساعد في تخفيف الضربات التي يتعرض لها كتفيك كل يوم أثناء ممارسة السباحة.
2. زيادة القوة الكلية والقدرة على التحمل في ساقيك، مما يزيد سرعتك ويطور أداءك
3. تسهل عملية التنقل وصرب الركلات في الماء.
4. تساعد على تطوير مرونة الكاحل.
5. من خلالها تستطيع أن تموضع جسمك في الماء بشكل أفضل[4]

## تاريخ زُعنفة السباحة
أول مخترعان هما ليوناردو دافنشي وبينجامين فرانكلين وكانت تصنع من أوراق النخيل الصلبة، وكان بينجامين قد اختار أن يكون هناك زعنفتين في اليدين أيضاً عام 1773  في تاريخ 1876 رجل بريطاني أخذ برءة اخترا ع في زعنفة سباحة خشبية. وفي بواكر التسعينات (1930) الفرنسي «لويس دو كولريو» والأمريكي أووين تشرتشل صنعا زعنفة سباحة عملية جداً. أعجبت القوات البحرية الأمريكية بزعنفة تشرتشل. أما في بريطانيا «دونلاب» طور زعنفة الفرنسي لويس وسماها زعنفة الرجل الضفدع في الحرب العالمية الثانية ولم يكن له وقت لاستخدامها في الحرب. فيما بعد صارت تسخدم في التمارين للسباحين.

## استخدامات زعنفة السباحة
- سباحة المونو، وهي التي اسمها السباحة الزعنفية لأنها تستخدم الزعنفة بشكل أساسي، وهي زعنفة عريضة واحدة، وتصنع من المطاط. والسباحة فيها تكون تحت الماء بشكل أمامي ومموج من الرقبة والأكتاف حتى الأقدام[7] وتعقد السباقات لأجلها.
- الغوص الحر
- السباحة الزعنفية للتمرين تزيد القوة التنافسيّة[8] حيث أنها تزيد قوة وسرعة الانطلاق للسباح العادي.
- التنقل تحت الماء

## معرض صور

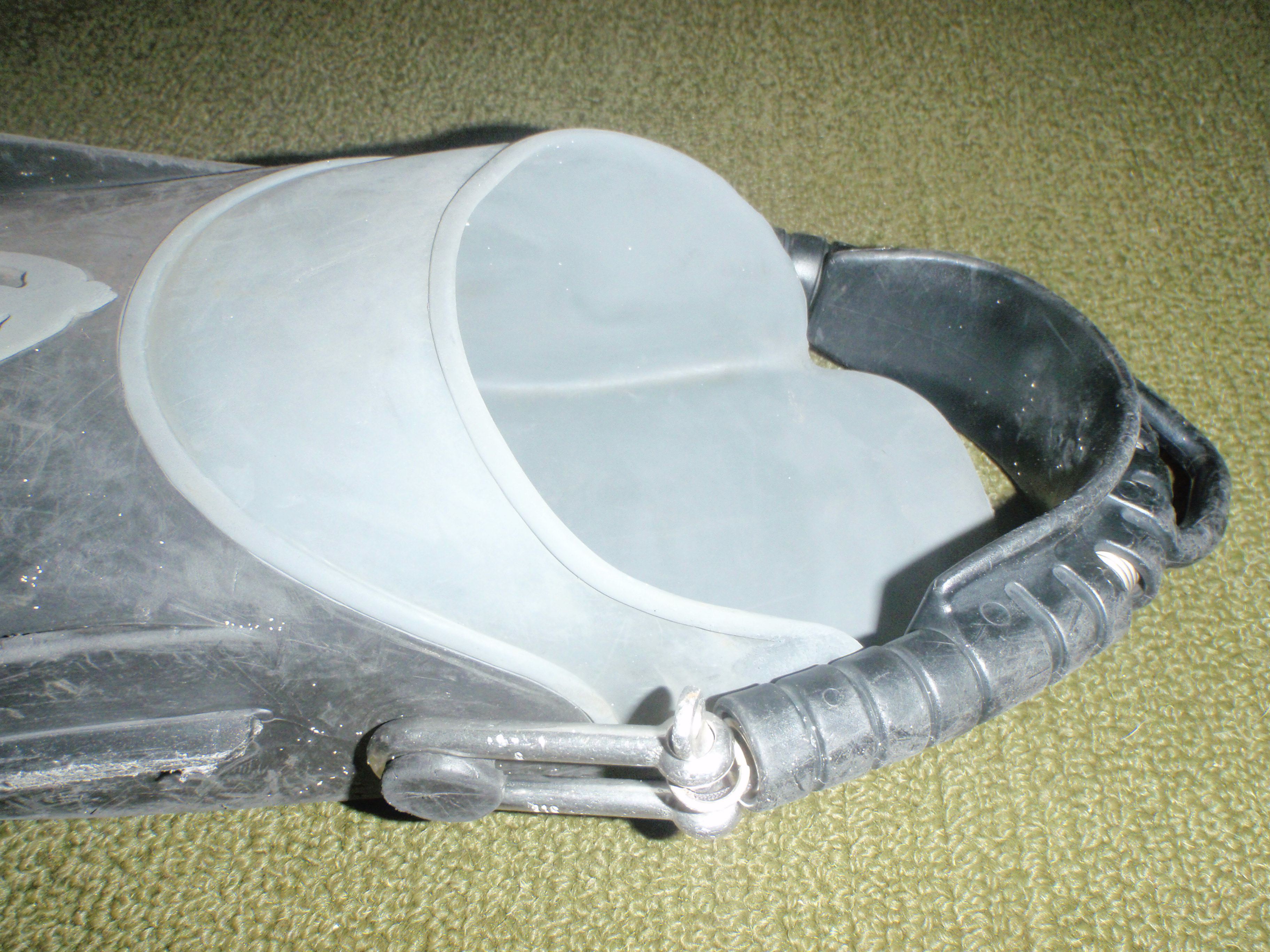
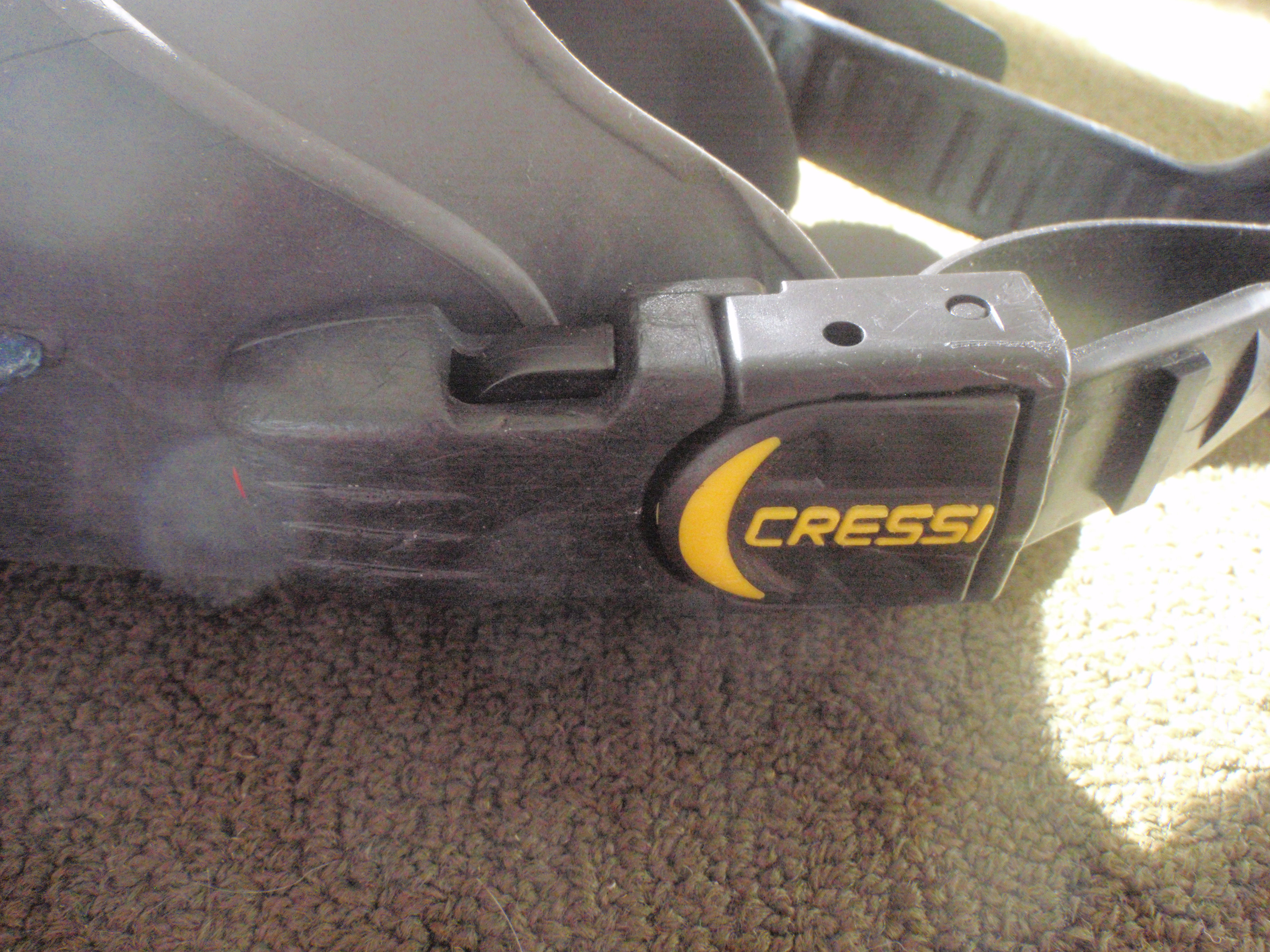
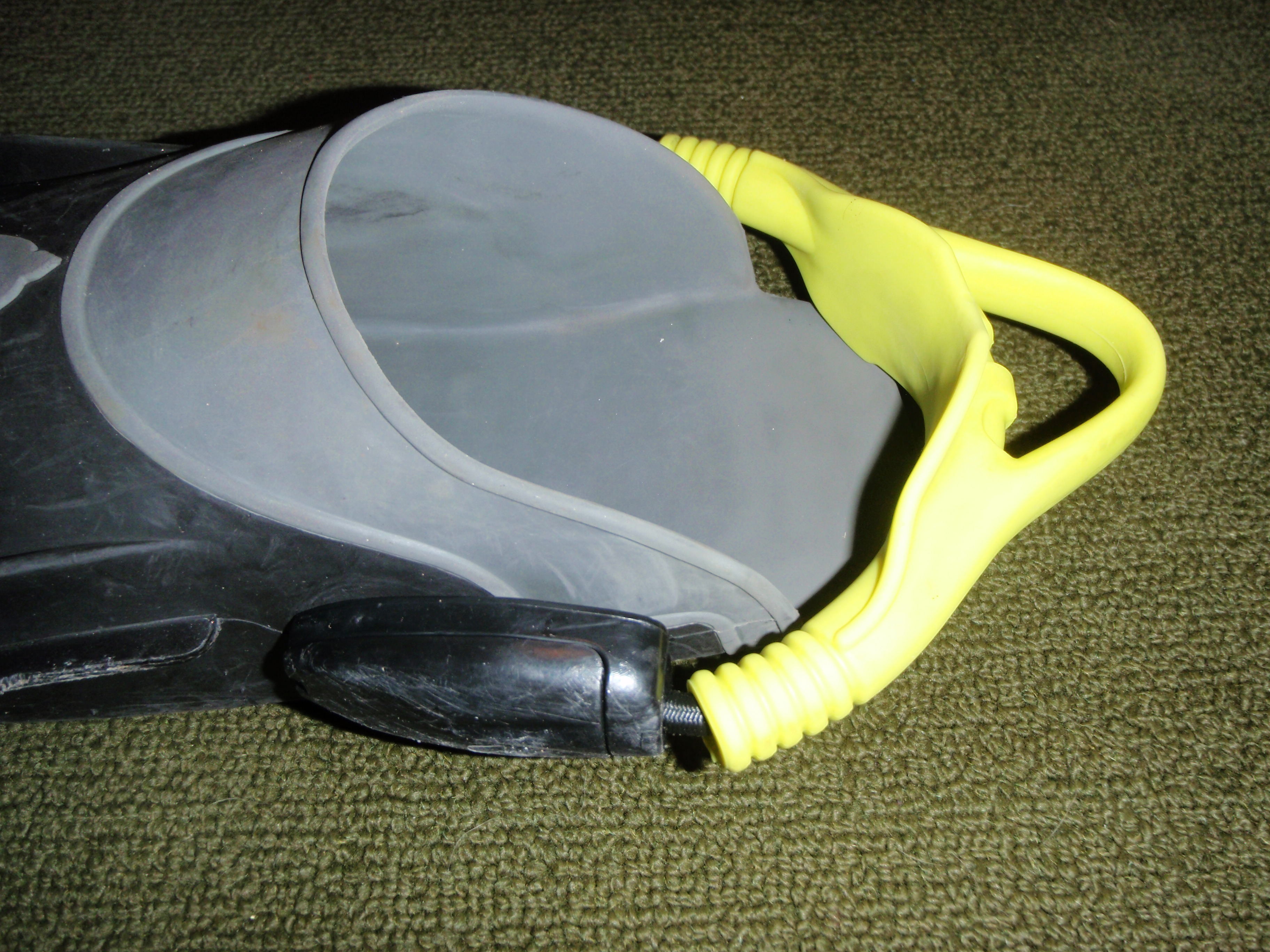
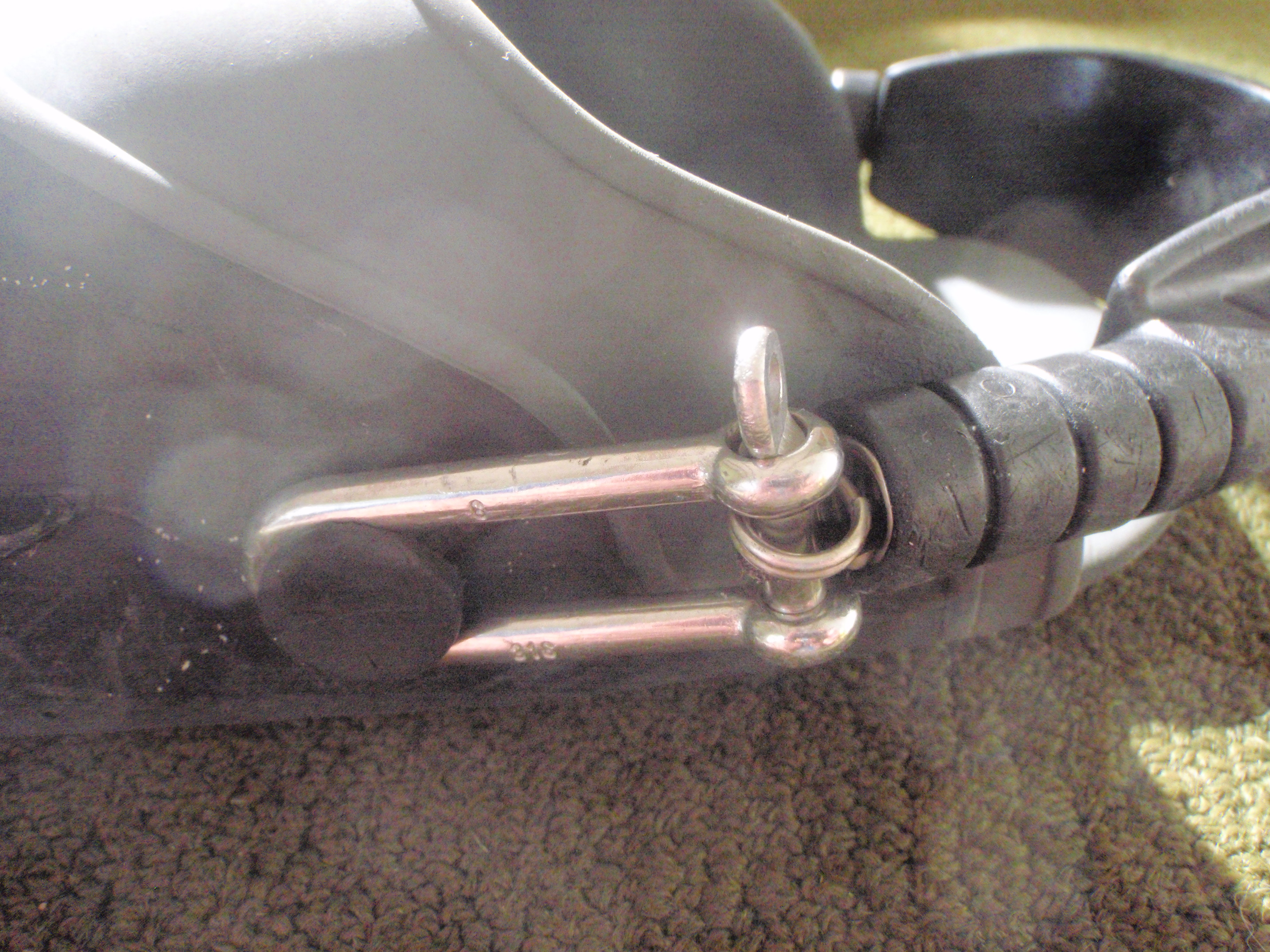

## وصلات داخلية
- سباحة
- الجت فينز
- ادوات الغطس